# FA Cup 1894/95

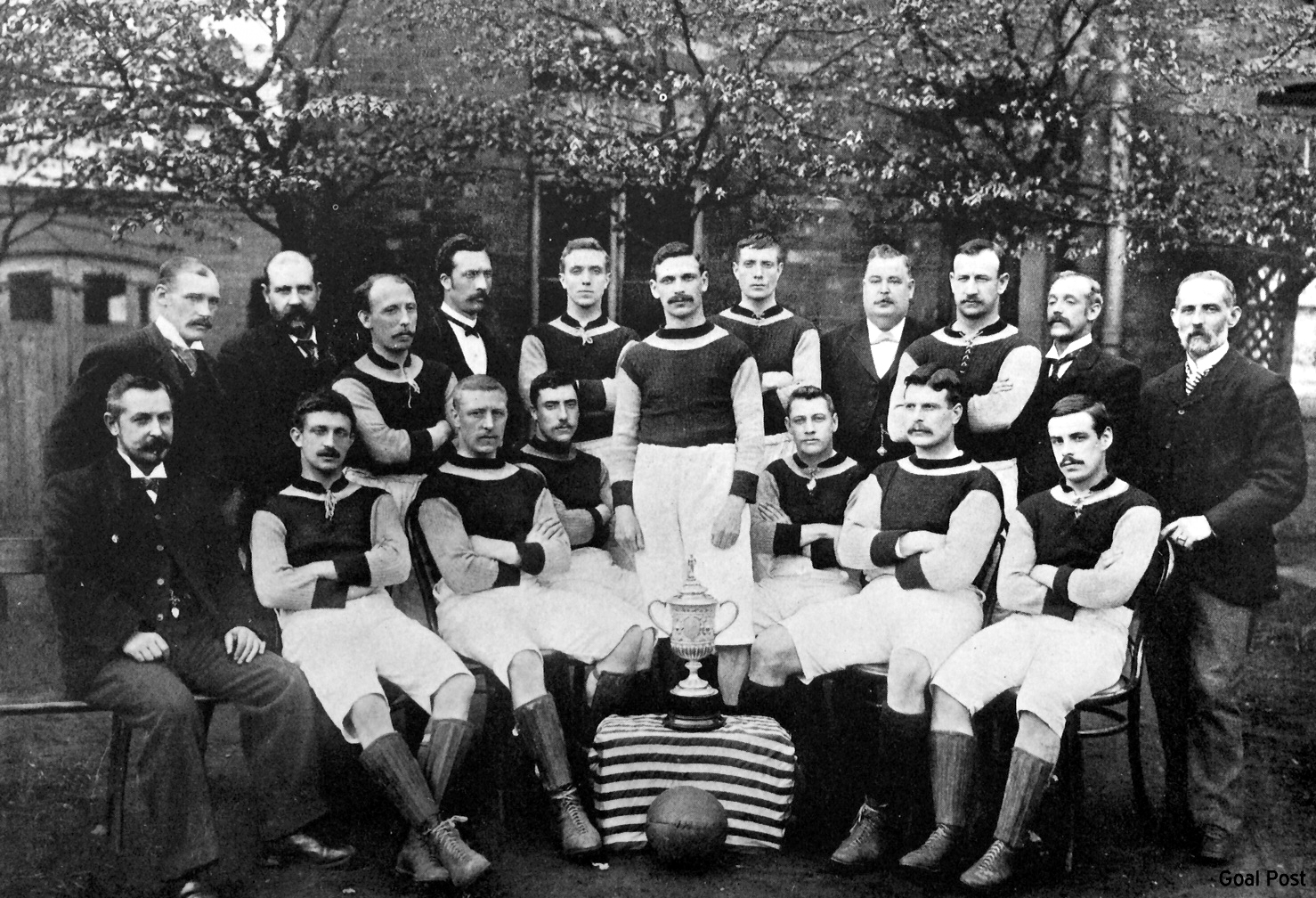
Die Siegermannschaft von Aston Villa (1895).

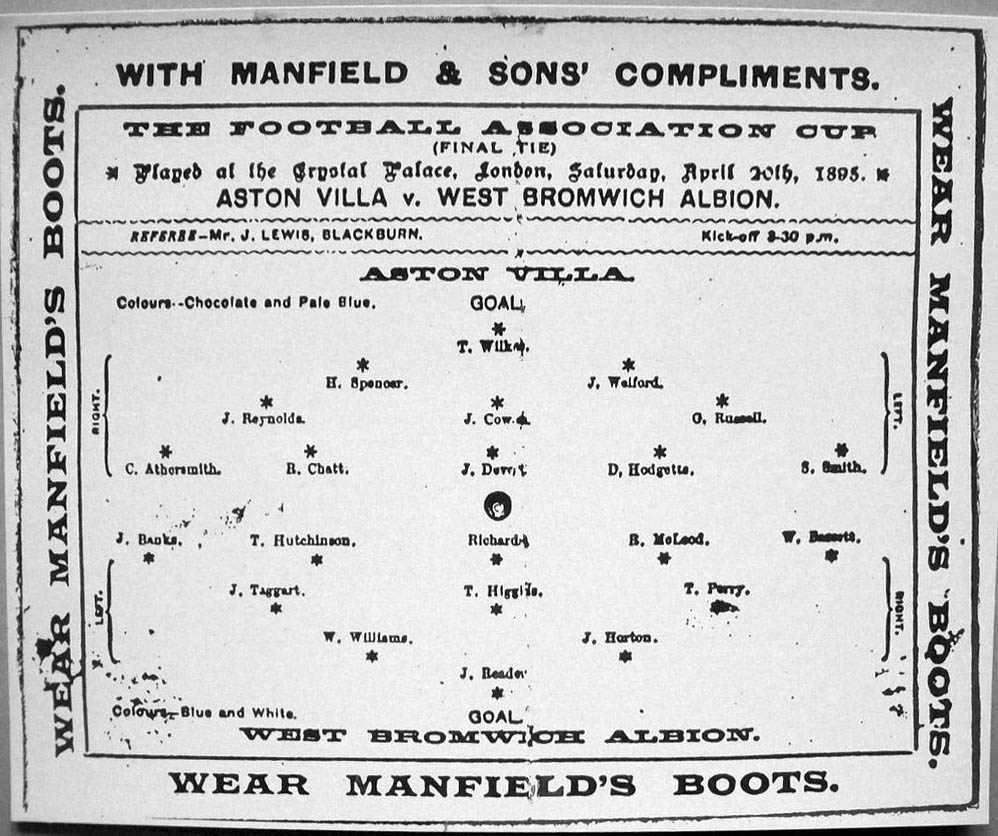
Das Finalprogramm im FA Cup (1895).

Der FA Cup 1894/95 war die 24. Austragung des The Football Association Challenge Cup (meist als FA Cup bekannt).
Der Pokalwettbewerb startete mit der Qualifikation zwischen dem 6. Oktober 1894 und dem 22. Dezember 1894 sowie anschließend mit der ersten Hauptrunde ab dem 2. Februar 1895. Sie endete mit dem Finalspiel im Crystal Palace in London am 20. April 1895 vor einer Kulisse vor offiziell 42.560 Zuschauern. Sieger des Wettbewerbs wurde zum zweiten Mal Aston Villa. Unterlegener Finalist war West Bromwich Albion.

## Wettbewerb

### Erste Hauptrunde
| Datum           |                        | Ergebnis |                         |
| --------------- | ---------------------- | -------- | ----------------------- |
| 2. Februar 1895 | Aston Villa            | 2:1      | Derby County            |
| 2. Februar 1895 | Barnsley St. Peter’s   | 2:1      | FC Liverpool            |
| 2. Februar 1895 | Bolton Wanderers       | 1:0      | Woolwich Arsenal        |
| 2. Februar 1895 | Burton Wanderers       | 1:2      | Blackburn Rovers        |
| 2. Februar 1895 | FC Bury                | 4:1      | Leicester Fosse         |
| 2. Februar 1895 | FC Darwen              | 0:0      | Wolverhampton Wanderers |
| 2. Februar 1895 | Luton Town             | 0:2      | Preston North End       |
| 2. Februar 1895 | FC Middlesbrough       | 4:0      | FC Chesterfield         |
| 2. Februar 1895 | Newcastle United       | 2:1      | FC Burnley              |
| 2. Februar 1895 | Newton Heath           | 2:3      | FC Stoke                |
| 2. Februar 1895 | Sheffield United       | 3:1      | Millwall Athletic       |
| 2. Februar 1895 | The Wednesday          | 5:1      | Notts County            |
| 2. Februar 1895 | Small Heath            | 1:2      | West Bromwich Albion    |
| 2. Februar 1895 | Southampton St. Mary’s | 1:4      | Nottingham Forest       |
| 2. Februar 1895 | Southport Central      | 0:3      | FC Everton              |
| 2. Februar 1895 | AFC Sunderland         | 11:1     | FC Fairfield            |

#### Wiederholungsspiele
| Datum            |                         | Ergebnis |                      |
| ---------------- | ----------------------- | -------- | -------------------- |
| 11. Februar 1895 | FC Liverpool            | 4:0      | Barnsley St. Peter’s |
| 6. Februar 1895  | Wolverhampton Wanderers | 2:0      | FC Darwen            |

### Zweite Hauptrunde
| Datum            |                         | Ergebnis |                      |
| ---------------- | ----------------------- | -------- | -------------------- |
| 16. Februar 1895 | Aston Villa             | 7:1      | Newcastle United     |
| 16. Februar 1895 | Bolton Wanderers        | 1:0      | FC Bury              |
| 16. Februar 1895 | FC Everton              | 1:1      | Blackburn Rovers     |
| 16. Februar 1895 | FC Liverpool            | 0:2      | Nottingham Forest    |
| 16. Februar 1895 | Sheffield United        | 1:1      | West Bromwich Albion |
| 16. Februar 1895 | The Wednesday           | 6:1      | FC Middlesbrough     |
| 16. Februar 1895 | AFC Sunderland          | 2:0      | Preston North End    |
| 16. Februar 1895 | Wolverhampton Wanderers | 2:0      | FC Stoke             |

#### Wiederholungsspiele
| Datum            |                      | Ergebnis |                  |
| ---------------- | -------------------- | -------- | ---------------- |
| 20. Februar 1895 | Blackburn Rovers     | 2:3      | FC Everton       |
| 20. Februar 1895 | West Bromwich Albion | 2:1      | Sheffield United |

### Dritte Hauptrunde
| Datum        |                      | Ergebnis |                         |
| ------------ | -------------------- | -------- | ----------------------- |
| 2. März 1895 | Aston Villa          | 6:2      | Nottingham Forest       |
| 2. März 1895 | The Wednesday        | 2:0      | FC Everton              |
| 2. März 1895 | AFC Sunderland       | 2:1      | Bolton Wanderers        |
| 2. März 1895 | West Bromwich Albion | 1:0      | Wolverhampton Wanderers |

### Halbfinale
Die beiden Spiele wurden am 16. März 1895 ausgetragen.
|                      | Ergebnis |                | Ort       |
| -------------------- | -------- | -------------- | --------- |
| Aston Villa          | 2:1      | AFC Sunderland | Blackburn |
| West Bromwich Albion | 2:0      | The Wednesday  | Derby     |

### Finale
| Aston Villa                                        | Aston Villa | West Bromwich Albion | West Bromwich Albion |
| -------------------------------------------------- | --- | --- | -------------------- |
| Aston Villa                                        | \| Finale \| \| Samstag, 20. April 1895 in London (Crystal Palace) \| \| Ergebnis: 1:0 (1:0) \| \| Zuschauer: 42.560 \| \| Schiedsrichter: John Lewis \| \| Spielbericht \|                    | \| Finale \| \| Samstag, 20. April 1895 in London (Crystal Palace) \| \| Ergebnis: 1:0 (1:0) \| \| Zuschauer: 42.560 \| \| Schiedsrichter: John Lewis \| \| Spielbericht \|              | West Bromwich Albion |
| Aston Villa                                        | Tom Wilkes – Howard Spencer, Jimmy Welford – Jack Reynolds, James Cowan, George Russell – Charlie Athersmith, Bob Chatt, John Devey, Dennis Hodgetts, Stephen Smith Cheftrainer: George Ramsay | Joe Reader – Billy Williams, Jack Horton – Tom Perry, Tom Higgins, Jack Taggart – Billy Bassett, Roddy McLeod, Billy Richards, Tom Hutchinson, Jack Banks Cheftrainer: Edward Stephenson | West Bromwich Albion |
| Aston Villa                                        | 1:0 Bob Chatt (1.) | | West Bromwich Albion |
| Finale                                             | | |                      |
| Samstag, 20. April 1895 in London (Crystal Palace) | | |                      |
| Ergebnis: 1:0 (1:0)                                | | |                      |
| Zuschauer: 42.560                                  | | |                      |
| Schiedsrichter: John Lewis                         | | |                      |
| Spielbericht                                       | | |                      |